# فريق التاج الذهبي
فريق التاج الذهبي للاستعراض الجوي. (بالإنجليزية: Golden Crown). (بالفارسي: تاج طلایی تاج الطائي) هو أول فريق وطني لإستعراض الجو الإيرانية وجزء من سلاح الطيران الإيراني السابق من 1958 إلى 1979.

## التأسيس والتشكيل
تم تشكيله من قبل نادر جهانباني، وهو إيراني عام، وكانت مستوحاة أساسا من سكاي بلايزرز، فريق الأكروبات الأمريكي. خلال هذا الحرب الباردة نجح هذا الفريق في العديد من المسابقات.
تم تأسيس التاج الذهبي رسمياً في عام 1958. تم إرسال 14 طياراً إيرانياً إلى قاعدة Fürstenfeldbruck الجوية، بألمانيا، من أجل تعلم الأكروبات في الطائرات النفاثة. وقد عاد تسعة منهم إلى إيران بعد شهرين، وخضع الخمسة الآخرون لتلقي المزيد من التدريب على الطيران. بعد 72 دورة تدريبية، أجرى الفريق أول عرض له في عام 1958. تم تجهيزه بأربع طائرات من طراز F-84G Thunderjet. بحلول عام 1959 ، كان بها تسع طائرات إف -84.